# Дж. Т. Браун
Дж. Т. Бра́ун (англ. J. T. Brown), повне ім'я Джон То́мас Бра́ун (англ. John Thomas Brown; 2 квітня 1918, Косіуско, Міссісіпі — 24 листопада 1969, Чикаго, Іллінойс) — американський блюзовий саксофоніст. Став відомим як учасник гурту Елмора Джеймса.

## Біографія
Народився 2 квітня 1918 року (за іншими даними 1910) в Косіуско, округ Аттала в Міссісіпі. Син Сема Брауна і Селії Ріммер. Виступав у гурті Rabbit Foot Minstrels, перед тим як переїхав до Чикаго. У 1945 році як сесійний музикант записувався з Рузвельтом Сайксом і співаком Сент-Луїсом Джиммі Оденом, пізніше акомпанував Едді Бойду і Вошборду Сему на RCA Victor. Як соліст записав свою першу платівку у 1950 році на гарлемському лейблі, у 1951 і 1952 роках записувався на чиказькому лейблі United, а також на J.O.B. (де у 1953 році акомпанував Дж. Б. Ленуару). У 1952 році акомпанував Джиммі Роджерсу, Едді Вейру на Chess.
Як сесійний музикант записувався на лейблах братів Бігарі Meteor і Flair у 1952 і 1953 роках зі слайд-гітаристом Елмором Джеймсом (зокрема на «I Held My Baby Last Night», «It Hurts Me Too» і «Dust My Broom») і піаністом Літтлом Джонні Джонсом. На Meteor випустив декілька синглів як соліст у той самий період: «Round House Boogie»/«Kickin' the Blues Around» (як оркестр Бепа Брауна), а «Sax-ony Boogie» під псевдонімом Сексмен Браун, а також співав на «Dumb Woman Blues» як Дж. Т. (Біг Бой) Браун. З 1957 по 1960 роки записувався з Джеймсом на Chief («Knocking at Your Door»), Fire («The Sky Is Crying», «Rollin and Tumblin») та Chess («I Can't Hold Out»).
У січні 1969 взяв участь у записі альбому Blues Jam at Chess гурту Fleetwood Mac. Помер 24 листопада 1969 року в Чикаго у віці 51 року. Похований на кладовищі Бурр-Оук у Ворті, Іллінойс.

## Дискографія

### Альбоми
- Blues Jam In Chicago - Volume One (Blue Horizon, 1969) з Fleetwood Mac, Отісом Спенном, Віллі Діксоном, Шейкі Гортоном та ін.

### Сингли
- «Round House Boogie»/«Kickin' the Blues Around» (Meteor, 1952)
- «Sax Symphonic Boogie»/«Flaming Blues» (Meteor, 1955) з Елмором Джеймсом